# یوکو ناکامورا
 یوکو ناکامورا (انگلیسی: Yūko Nakamura؛ زادهٔ ۷ ژانویهٔ ۱۹۷۵) هنرپیشهٔ اهل ژاپن است که در ۲۸مین جشنواره فیلم یوکوهاما برندهٔ جایزهٔ بهترین بازیگر مکمل زن شد.